# Fecske László (meseíró)
Fecske László (Fehérgyarmat, 1982. április 12 – ) magyar költő, író, meseíró. 

## Élete és munkássága
Közel harmincévesen kezdett az irodalommal foglalkozni, bár 12 évesen már ötperces krimiket írt szórakozásból, de a TVR-hét című újság – ahová küldte azokat – elutasította. Eredeti szakmáját tekintve bútorasztalos, amelyet a mai napig űz. Hobbiból kezdett el írni, és eleinte magánkiadásban jelentek meg a könyvei. Később napilapok, gyermek- és humormagazinok is teret adtak az írásainak.
Különféle irodalmi pályázatokon mutatkozott be, majd első sikerei láttán úgy döntött, hogy minél több műfajban próbál szerencsét. Így születtek versei, dalszövegei, színpadi jelenetei, cikkei, meséi, de írt már forgatókönyvet, kabarét és rádióhangjátékot is. 2010-től több mint 200 cikke jelent meg a Kelet Magyarország című napilapban, és több antológia is őrzi műveit.
2016 óta ír meséket, és különösen kedveli a szójátékos verseket. Meséi, gyermekversei megjelentek már több hazai és határon túli gyermekmagazinban, valamint diafilmen.
Több hazai, és külföldi rádióadó (Magyar Katolikus Rádió, Kolozsvári Rádió, Marosvásárhelyi Rádió, Tilos Rádió, Csukás Meserádió), valamint televízió (M2) is feldolgozta már a meséit.

## Magánélete
Nős, feleségével és három fiával Fehérgyarmaton él.

## Publikációk
- Baba Patika
- Családi lap
- Dörmögő Dömötör
- Fürkésző
- Hajdú-Bihari Napló
- Kelet-Magyarország
- Kincses Kalendárium
- Kis kobold
- Kislant
- Kispajtás
- Ludas Mátyás [5]

- Móricka
- Napsugár
- Nők Lapja
- Nyírségi Gondolat
- Óvodai Nevelés
- Partium
- Patika magazin
- Patika Junior magazin
- Sün Barnabás
- Szivárvány

### Művei
- A tömb (magánkiadás, 2009)
- Pilóta Pál kalandjai (magánkiadás, 2016)
- Őszi vendégek (Trixi könyvek, 2016)
- Hogyan javult meg Verekedős Oszkár? (magánkiadás, 2016)
- Pilóta Pál téli kalandjai (magánkiadás, 2017)
- A korán ébredő csiga (Szülőföld Könyvkiadó, 2018)
- A szomorú bolha (Trixi könyvek, 2019)
- Alvajáró egérke (Szülőföld Könyvkiadó, 2019)
- A fogfájós tigris (Trixi könyvek, 2020)
- Régmúlt karácsonyok – avagy a decemberi ünnepek emlékforgatagában (Holnap Magazin, 2020)
- Erdei bújócska (Trixi könyvek, 2020)
- A kígyó és a szabólegény (Trixi könyvek, 2021)
- Bimbó az űrben (Trixi könyvek, 2021)
- Merre futott a radír? (Trixi könyvek, 2021)
- Csigafutam (Trixi könyvek, 2022)
- A bodobács háza (Trixi könyvek, 2022)
- A húsvéti nyúl; kifestőkönyv (Corvin kiadó, 2022)
- Kenyérházikó (Trixi könyvek, 2022)
- Döme mackó (Trixi könyvek, 2022)
- Az elefánt kerékpárja (Trixi könyvek, 2022)
- Gombóc, a gyurmaemberke (Trixi könyvek, 2022)
- Esőerdő zenekar (Trixi könyvek, 2022)
- Csodaszemüveg (Trixi könyvek, 2022)
- A Télapó puttonya (Trixi könyvek, 2022)
- A süncsalád (Trixi könyvek, 2023)
- Hóemberek városa (Trixi könyvek, 2023)
- A virágok születése (Trixi könyvek, 2023)
- A csodatévő masina (Trixi könyvek, 2023)
- Egy méhecske szabadnapja (Trixi könyvek, 2023)
- Az Aranyhal legendája (Trixi könyvek, 2023)
- A Mikulás szakálla (Trixi könyvek, 2023)
- A szökésben lévő varázspálca (Szülőföld Könyvkiadó, 2023)
- A csiga, akit lakodalomba hívtak (Trixi könyvek, 2024)
- Hova tűnt a Télapó szánkója? (Trixi könyvek, 2024)
- Tréfás mesék az ördögről (Gyémántfelhő Kiadó, 2025)

### Diafilmek
- Kacifántország (2020)
- Az Aranyhal legendája (2021)[6]

### Dalszövegei
- Címe: Télapó

Előadó: Szaxon Csaba
Szerzők: Szaxon Csaba - Fecske László 
- Címe: Felhők

Előadó: Szaxon Csaba
Szerzők: Szaxon Csaba - Fecske László 
- Címe: Vallomás

Előadó: eLplustwenty
Szerzők:  Szikora Róbert - Csabai Mátyás / Fecske László 

## Díjai
- Humor, karcolat (irodalmi pályázat, 2015) 1. helyezés
- Az év meséje (irodalmi pályázat, 2016) 2. helyezés
- Így írunk mi (irodalmi pályázat, 2018) 1. helyezés
- Romhányi József verspályázat (2021) különdíj